# 普羅維迪恩海戰
普羅維迪恩海戰發生於1782年4月12日，是美國獨立戰爭中英法交戰的一場海戰，這場海戰是皮埃爾·蘇弗朗率領的法國艦隊和愛德華·休斯中將率領的英國艦隊在印度洋的第二場交戰。這場戰鬥發生在斯里蘭卡東岸的一個叫普羅維迪恩的岩石小島附近。

## 註腳
1. ↑  Clodfelter ,4th ed
2. ↑  Castex (p. 315)
3. 1 2  Castex (2004), pp. 315–19
4. ↑  Malleson, p. 26
5. ↑  Cunat, p.128